# Duque da guerra
Duque da guerra (em latim: Dux Bellorum) era um título utilizado em fins do Império Romano para designar os senhores da guerra nomeados pelo imperador para enfrentar os inimigos imperiais. Em fins do século IV, o Império Romano se via cercado de ameaças por todos os lados de seu vasto território. As legiões romanas estavam se provando incapazes de resolver em definitivo o problema das incursões bárbaras.
Visando pôr fim a este problema, Constantino (r. 306–337) reformou o exército romano. A antiga estrutura foi reformulada, e também, o seu comando. Com a fragmentação gradual do império, era necessário descentralizar a estrutura militar. Os duques da guerra eram nada mais do que generais, em territórios de fronteira, selecionados entre os condes (comites, em latim) romanos, que tinham como missão manter os bárbaros longe dos portões de Roma.
Com a queda do Império Romano do Ocidente e o nascimento da Europa medieval, os duques de guerra remanescentes ganharam ainda mais importância, tornando-se senhores e lordes na nascente ordem feudal, estabelecendo assim a nobreza que viria a governar o continente pelo milênio seguinte.